# Szoó József
Szoó József (Lucfalva, 1952. március 17. – Salgótarján, 2011. szeptember 24.) bajnoki bronzérmes labdarúgó, csatár, jobbszélső.

## Pályafutása
1970 és 1982 között a Salgótarjáni BTC labdarúgója volt. 1970. november 22-én mutatkozott be az élvonalban a Vasas ellen, ahol csapata 4–1-es vereséget szenvedett. Az élvonalban 195 bajnoki mérkőzésen 19 gólt szerzett. A másodosztályú bajnoki meccsekkel együtt, összesem 201 mérkőzésen lépett pályára salgótarjáni színekben és 26-szor volt eredményes. Részese volt a Salgótarjáni BTC legnagyobb sikerének, az 1970–71-es bajnoki bronzérem megszerzésének. Olimpiai válogatott kerettag is volt.
A szurkolók körében hihetetlen népszerűségnek örvendő Dodi 1952. március 17-én született Lucfalván. 1967-ben került a Salgótarjáni BTC-hez és végigjárta a korosztályának megfelelő csapatokat. Három év múlva Moór Ede edző alatt mutatkozhatott be a Salgótarjáni BTC felnőtt csapatában. A Vasas elleni idegenben 4-1-re elvesztett mérkőzésen Toldi helyett a félidőben, csereként kapott játéklehetőséget.
Pályára lépett az 1971–72-es minden idők legjobb Salgótarjáni BTC-jében amely az NB-I-es bajnokság harmadik helyén végzett, elnyerve a vidék legjobb csapata megtisztelő címet is. Ebben a pontvadászatban 13 mérkőzésen 4 góllal terhelte az ellenfelek hálóját. Szóhoz jutott az AEK Athén elleni UEFA-kupa mérkőzés hazai találkozóján is.
Mindeközben játszott a magyar ifjúsági válogatottban és tagja volt az 1972-es illetve 1978-as olimpiai válogatott keretnek. Az előbbiek végül ezüstérmet szereztek Münchenben, míg az utóbbi időszakban két előkészületi mérkőzésen is szóhoz jutott, mindkétszer a német Eintracht Frankfurt csapatát verték 2-0 arányban előbb Salgótarjánban, majd Budapesten.
Az NB-I-ből való kiesés után is hű maradt a fekete-fehér színekhez, noha csábította a Fradi és az Újpest is, ő csak egy rövid kitérőt engedett meg magának a Nagybátonyi Bányász csapatában 1981-ben. Utolsó SBTC mérkőzését 1982. december 5-én a Tapolcai Bauxitbányász ellen játszotta.
Az SBTC-ben összesen 201 mérkőzésen 26 gólt szerzett.
A fekete-fehér időszak után alsóbb osztályú csapatokat segítette a góljaival: Ötvözetgyár MTE (1983), Ménkesi Bányász (1984), Somos (1985). Dodi hamarosan szögre akasztotta a focicsukát, hogy aztán pár évvel később leporolja. A civil munka évei következtek, hiszen villanyszerelőként a ménkesi bányában volt állása, majd a rendszerváltás után 1998 nyaráig szeretett klubjának az SBTC-nek a pályáját tartotta rendben.
Hihetetlen, de igaz: a 2001–02-es megyei másodosztályban ismét pályára lépett néhány meccs erejéig a Magyargéc színeiben. 2002. június 1-jén játszotta az utolsó felnőtt, nagypályás bajnokiját.
Az elmúlt időszakban gyúrói, rendezői feladatokat látott el több salgótarjáni egyesületnél.
Az SBTC öregfiúk csapatában még évekig kergette a labdát, többek között az idén is pályára lépett. A teremtornákon akkor is közönségkedvencnek számított, ha éppen pályára sem lépett. Feltűnését mindig hangos ováció fogadta.
2011. szeptember 24-én hunyt el a salgótarjáni kórházban, aznap, amikor Szojka Ferencet temették.

## Sikerei, díjai
- Magyar bajnokság
  - 3.: 1971–72